# Juan Carlos Domínguez (calciatore)
Juan Carlos Domínguez (3 novembre 1943 – 9 agosto 2021) è stato un calciatore argentino, di ruolo centrocampista.